# Дипсоманија
Дипсоманија је периодична неодољива жудња за конзумирањем алкохола, које се завршава бесомучним пијењем и драстичним поремећајем понашања. За разлику од хроничног алкохолизма, код дипсоманије потреба за пијењем јавља се краткотрајно, ретко и повремено (после дужих интервала од више месеци у којима нема те жеље), у виду напада, којем претходи релативно краткотрајна анксиозност и узнемиреност.